# Torneo Anual 2015 (Catamarca)
El Campeonato de Primera División de la Liga Catamarqueña de Fútbol «Gobernadora Lucía Corpacci» 2015 también llamado Torneo Anual 2015, que constituye la primera división del fútbol catamarqueño. El torneo dio inicio el día 3 de julio y, a pesar de que estaba en juego la Copa América 2015 el campeonato siguió.

## Formato

### Competición
- El torneo se juega a una sola rueda en el sistema de todos contra todos.
- El equipo que resulte 1° en la Tabla de Posiciones, se consagrará campeón del Torneo Anual 2015 y se clasificará directamente al Torneo Federal C 2016.
- Los 4 equipos que estén mejor ubicado en la Tabla Conjunta 2015 jugarán el Petit Torneo, Tesorieri jugaría una final contra el ganador del Petit Torneo, por haberse coronado campeón del Torneo Apertura 2015.

### Ascensos y descensos
En la Liga Catamarqueña no hay ascensos ni descensos.

## Equipos
| Equipo                                              | Barrio                    |
| --------------------------------------------------- | ------------------------- |
| Club Deportivo Américo Tesorieri                    | B° Marco Avellaneda       |
| Club Atlético Defensores del Norte                  | B° Piloto                 |
| Club Atlético Estudiantes de La Tablada             | B° La Tablada             |
| Club Sportivo Ferrocarriles del Estado de Chumbicha | B° Centro (Chumbicha)     |
| Club Atlético Independiente                         | B° Centro (Capital)       |
| Asociación Juventud Unida de Santa Rosa             | B° 250 V.V.               |
| Club Social y Deportivo Parque Daza                 | B° Villa Parque Chacabuco |
| Club Atlético Policial                              | B° La Tablada             |
| Club Atlético Rivadavia                             | Ciudad de Huillapima      |
| Club Deportivo Salta Central                        | B° Fariñango              |
| Club Atlético San Lorenzo de Alem                   | B° Los Ejidos             |
| Club Atlético Sarmiento                             | B° Las Margaritas         |
| Club Atlético Vélez Sarsfield                       | B° Centro (Capital)       |
| Club Sportivo Villa Cubas                           | B° Villa Cubas            |

## Campeonato

### Tabla de posiciones
| Pos  | Equipo                       | Pts | PJ | PG | PE | PP | GF | GC | Dif |
| ---- | ---------------------------- | --- | -- | -- | -- | -- | -- | -- | --- |
| 1.º  | Estudiantes de La Tablada    | 33  | 13 | 11 | 0  | 2  | 34 | 11 | 23  |
| 2.º  | Américo Tesorieri            | 28  | 13 | 9  | 1  | 3  | 38 | 16 | 22  |
| 3.º  | Juventud Unida de Santa Rosa | 25  | 13 | 8  | 1  | 4  | 24 | 18 | 6   |
| 4.º  | Independiente                | 24  | 13 | 7  | 3  | 3  | 20 | 11 | 9   |
| 5.º  | Defensores del Norte         | 23  | 13 | 7  | 2  | 4  | 28 | 13 | 15  |
| 6.º  | Ferrocarriles (Chumbicha)    | 18  | 13 | 5  | 3  | 5  | 31 | 30 | 1   |
| 7.º  | San Lorenzo de Alem          | 18  | 13 | 5  | 3  | 5  | 21 | 21 | 0   |
| 8.º  | Sarmiento                    | 17  | 13 | 5  | 2  | 6  | 23 | 27 | -4  |
| 9.º  | Salta Central                | 16  | 13 | 4  | 4  | 5  | 21 | 25 | -4  |
| 10.º | Villa Cubas                  | 16  | 13 | 5  | 1  | 7  | 24 | 29 | -5  |
| 11.º | Policial                     | 16  | 13 | 5  | 1  | 7  | 18 | 30 | -12 |
| 12.º | Vélez Sarsfield              | 10  | 13 | 3  | 1  | 9  | 18 | 32 | -14 |
| 13.º | Parque Daza                  | 9   | 13 | 2  | 3  | 8  | 20 | 42 | -22 |
| 13.º | Rivadavia (Huillapima)       | 7   | 13 | 2  | 1  | 10 | 18 | 34 | -16 |

|  |

|  |                                                        |
|  | Se consagró campeón y jugará el Torneo Federal C 2016. |

### Resultados
| Sarmiento                 | 3 - 1 | Ferrocarries         | Malvinas Argentinas | 3 de julio  | 14:00 |
| Tesorieri                 | 5 - 1 | Villa Cubas          | Malvinas Argentinas | 3 de julio  | 16:00 |
| Independiente             | 0 - 3 | Defensores del Norte | Malvinas Argentinas | 5 de julio  | 14:00 |
| Parque Daza               | 1 - 1 | Rivadavia            | Malvinas Argentinas | 5 de julio  | 16:00 |
| Estudiantes de La Tablada | 1 - 2 | Juventud Unida       | Malvinas Argentinas | 6 de julio  | 14:00 |
| San Lorenzo de Alem       | 0 - 1 | Salta Central        | Malvinas Argentinas | 6 de julio  | 16:00 |
| Policial                  | 1 - 0 | Vélez Sarsfield      | Malvinas Argentinas | 21 de julio | 14:00 |

| Vélez Sarsfield      | 1 - 0 | Sarmiento                 | Malvinas Argentinas                  | 9 de julio    | 14:00 |
| Ferrocarriles        | 1 - 1 | Independiente             | Polideportivo Municipal de Chumbicha | 9 de julio    | 15:00 |
| Defensores del Norte | 2 - 0 | Américo Tesorieri         | Malvinas Argentinas                  | 9 de julio    | 16:00 |
| Rivadavia            | 1 - 3 | Policial                  | Malvinas Argentinas                  | 10 de julio   | 13:00 |
| Salta Central        | 1 - 0 | Estudiantes de La Tablada | Malvinas Argentinas                  | 10 de julio   | 15:00 |
| Juventud Unida       | 2 - 0 | Parque Daza               | Malvinas Argentinas                  | 10 de julio   | 17:00 |
| Villa Cubas          | 3 - 0 | San Lorenzo de Alem       | Malvinas Argentinas                  | 30 de octubre | 16:30 |

| Policial                  | 2 - 1 | Juventud Unida       | Malvinas Argentinas              | 17 de julio | 14:15 |
| Estudiantes de La Tablada | 3 - 1 | San Lorenzo de Alem  | Malvinas Argentinas              | 17 de julio | 16:15 |
| Américo Tesorieri         | 5 - 2 | Ferrocarriles        | Malvinas Argentinas              | 18 de julio | 13:00 |
| Independiente             | 3 - 0 | Vélez Sarsfield      | Malvinas Argentinas              | 18 de julio | 17:00 |
| Sarmiento                 | 4 -3  | Rivadavia            | Bicentenario Ciudad de Catamarca | 19 de julio | 14:15 |
| Parque Daza               | 2 - 2 | Rivadavia            | Bicentenario Ciudad de Catamarca | 19 de julio | 16:15 |
| Villa Cubas               | 1 - 2 | Defensores del Norte | Malvinas Argentinas              | 21 de julio | 16:00 |

| Juventud Unida            | 1 - 1 | Sarmiento            | Malvinas Argentinas                  | 24 de julio | 14:15 |
| Estudiantes de La Tablada | 2 - 0 | Villa Cubas          | Malvinas Argentinas                  | 24 de julio | 16:15 |
| Ferrocarriles             | 1 - 1 | Defensores del Norte | Polideportivo Municipal de Chumbicha | 25 de julio | 15:15 |
| Rivadavia                 | 1 - 3 | Independiente        | Malvinas Argentinas                  | 26 de julio | 14:15 |
| Salta Central             | 0 - 1 | Policial             | Malvinas Argentinas                  | 26 de julio | 16:15 |
| Vélez Sarsfield           | 1 - 3 | Américo Tesorieri    | Malvinas Argentinas                  | 27 de julio | 14:15 |
| San Lorenzo de Alem       | 2 - 1 | Parque Daza          | Malvinas Argentinas                  | 27 de julio | 16:15 |

| Villa Cubas          | 2 - 3 | Ferrocarriles             | Bicentenario Ciudad de Catamarca | 31 de julio | 14:15 |
| Américo Tesorieri    | 1 - 0 | Rivadavia                 | Malvinas Argentinas              | 31 de julio | 14:15 |
| Independiente        | 1 - 2 | Juventud Unida            | Bicentenario Ciudad de Catamarca | 31 de julio | 16:15 |
| Parque Daza          | 1 - 4 | Estudiantes de La Tablada | Malvinas Argentinas              | 31 de julio | 16:15 |
| Polcial              | 1 - 2 | San Lorenzo de Alem       | Malvinas Argentinas              | 3 de agosto | 14:15 |
| Defensores del Norte | 5 - 1 | Vélez Sarsfield           | Malvinas Argentinas              | 3 de agosto | 16:15 |
| Sarmiento            | 5 - 5 | Salta Central             | 30 de octubre                    | 14:30       |       |

| Estudiantes de La Tablada | 5 - 1 | Policial             | Malvinas Argentinas | 15 de Agosto | 13:00 |
| Vélez Sarsfield           | 5 - 4 | Ferrocarriles        | Malvinas Argentinas | 15 de Agosto | 15:00 |
| Juventud Unida            | 2 - 3 | Américo Tesorieri    | Malvinas Argentinas | 15 de Agosto | 17:00 |
| Salta Central             | 1 - 1 | Independiente        | Malvinas Argentinas | 17 de agosto | 14:15 |
| San Lorenzo de Alem       | 3 - 0 | Sarmiento            | Malvinas Argentinas | 17 de agosto | 16:15 |
| Rivadavia                 | 0 - 1 | Defensores del Norte | Malvinas Argentinas | 18 de agosto | 14:15 |
| Parque Daza               | 4 - 7 | Villa Cubas          | Malvinas Argentinas | 18 de agosto | 16:15 |

| Villa Cubas          | 1 - 0 | Vélez Sarsfield           | Malvinas Argentinas                  | 22 de agosto | 14:15 |
| Ferrocarriles        | 2 - 1 | Rivadavia                 | Polideportivo Municipal de Chumbicha | 22 de agosto | 15:00 |
| Américo Tesorieri    | 1 - 1 | Salta Central             | Malvinas Argentinas                  | 22 de agosto | 16:15 |
| Sarmiento            | 0 - 1 | Estudiantes de La Tablada | Malvinas Argentinas                  | 23 de agosto | 14:15 |
| Defensores del Norte | 0 - 1 | Juventud Unida            | Malvinas Argentinas                  | 23 de agosto | 16:15 |
| Independiente        | 1 - 1 | San Lorenzo de Alem       | Malvinas Argentinas                  | 25 de agosto | 14:15 |
| Policial             | 2 - 3 | Parque Daza               | Malvinas Argentinas                  | 25 de agosto | 16:15 |

| Parque Daza               | 1 - 4 | Sarmiento            | Malvinas Argentinas | 29 de agosto | 13:00 |
| Salta Central             | 1 - 0 | Defensores del Norte | Malvinas Argentinas | 29 de agosto | 15:00 |
| Estudiantes de La Tablada | 1 - 0 | Independiente        | Malvinas Argentinas | 29 de agosto | 17:00 |
| Rivadavia                 | 0 - 5 | Vélez Sarsfield      | Malvinas Argentinas | 30 de agosto | 14:15 |
| Juventud Unida            | 2 - 7 | Ferrocarriles        | Malvinas Argentinas | 30 de agosto | 16:15 |
| Villa Cubas               | 2 - 2 | Policial             | Malvinas Argentinas | 31 de agosto | 14:15 |
| San Lorenzo de Alem       | 2 - 3 | Américo Tesorieri    | Malvinas Argentinas | 31 de agosto | 16:15 |

| Ferrocarriles        | 4 - 1 | Salta Central             | Polideportivo Municipal de Chumbicha | 3 de septiembre | 16:15 |
| Rivadavia            | 3 - 1 | Villa Cubas               | Malvinas Argentinas                  | 5 de septiembre | 14:30 |
| Tesorieri            | 1 - 2 | Estudiantes de La Tablada | Malvinas Argentinas                  | 5 de septiembre | 16:30 |
| Vélez Sarsfield      | 0 - 4 | Juventud Unida            | Malvinas Argentinas                  | 6 de septiembre | 14:30 |
| Independiente        | 2 - 0 | Parque Daza               | Malvinas Argentinas                  | 6 de septiembre | 16:30 |
| Policial             | 2 - 1 | Sarmiento                 | Malvinas Argentinas                  | 7 de septiembre | 14:30 |
| Defensores del Norte | 1 - 1 | San Lorenzo de Alem       | Malvinas Argentinas                  | 7 de septiembre | 16:30 |

| San Lorenzo de Alem       | 1 - 1 | Ferrocarriles        | Malvinas Argentinas | 11 de septiembre | 14:15 |
| Policial                  | 0 - 1 | Independiente        | Malvinas Argentinas | 11 de septiembre | 16:15 |
| Juventud Unida            | 2 - 0 | Rivadavia            | Malvinas Argentinas | 12 de septiembre | 13:00 |
| Salta Central             | 3 - 1 | Vélez Sarsfield      | Malvinas Argentinas | 12 de septiembre | 15:00 |
| Estudiantes de La Tablada | 4 - 0 | Defensores del Norte | Malvinas Argentinas | 12 de septiembre | 17:00 |
| Parque Daza               | 0 - 4 | Tesorieri            | Malvinas Argentinas | 13 de septiembre | 14:15 |
| Sarmiento                 | 2 - 1 | Villa Cubas          | Malvinas Argentinas | 13 de septiembre | 16:15 |

| Tesorieri            | 7 - 1 | Policial                  | Malvinas Argentinas                  | 18 de septiembre | 14:30 |
| Vélez Sarsfield      | 1 - 2 | San Lorenzo de Alem       | Malvinas Argentinas                  | 18 de septiembre | 16:30 |
| Defensores del Norte | 8 - 1 | Parque Daza               | Malvinas Argentinas                  | 19 de septiembre | 14:30 |
| Ferrocarriles        | 1 - 3 | Estudiantes de La Tablada | Polideportivo Municipal de Chumbicha | 19 de septiembre | 15:30 |
| Independiente        | 3 - 1 | Sarmiento                 | Malvinas Argentinas                  | 19 de septiembre | 16:30 |
| Rivadavia            | 4 - 3 | Salta Central             | Malvinas Argentinas                  | 20 de septiembre | 14:30 |
| Villa Cubas          | 2 - 1 | Juventud Unida            | Malvinas Argentinas                  | 20 de septiembre | 16:30 |

| Independiente             | 3 - 0 | Villa Cubas          | Malvinas Argentinas | 25 de septiembre | 15:00 |
| Estudiantes de La Tablada | 4 - 2 | Vélez Sarsfield      | Malvinas Argentinas | 25 de septiembre | 17:00 |
| Salta Central             | 0 - 3 | Juventud Unida       | Malvinas Argentinas | 26 de septiembre | 13:00 |
| Américo Tesorieri         | 5 - 1 | Sarmiento            | Malvinas Argentinas | 26 de septiembre | 15:00 |
| Policial                  | 1 - 5 | Defensores del Norte | Malvinas Argentinas | 26 de septiembre | 17:00 |
| Parque Daza               | 4 - 2 | Ferrocarriles        | Malvinas Argentinas | 27 de septiembre | 15:00 |
| San Lorenzo de Alem       | 4 - 3 | Rivadavia            | Malvinas Argentinas | 27 de septiembre | 17:00 |

| Vélez Sarsfield           | 2 - 2 | Parque Daza         | Malvinas Argentinas                  | 2 de octubre  | 14:30 |
| Ferrocarriles             | 2 - 1 | Policial            | Polideportivo Municipal de Chumbicha | 2 de octubre  | 15:30 |
| Juventud Unida            | 3 - 2 | San Lorenzo de Alem | Malvinas Argentinas                  | 2 de octubre  | 16:30 |
| Villa Cubas               | 3 - 2 | Salta Central       | Malvinas Argentinas                  | 10 de octubre | 15:00 |
| Defensores del Norte      | 0 - 1 | Sarmiento           | Coronel Daza (Banda de Varela)       | 10 de octubre | 15:00 |
| Independiente             | 1 - 0 | Américo Tesorieri   | Coronel Daza (Banda de Varela)       | 10 de octubre | 17:00 |
| Estudiantes de La Tablada | 4 - 1 | Rivadavia           | Malvinas Argentinas                  | 10 de octubre | 17:00 |

|  |

|                                                   |
| Club Atlético Estudiantes de La Tablada 2° título |
| Campeón Torneo Anual 2015                         |

## Tabla Conjunta 2015
| Pos  | Equipo                    | Pts | PJ | PG | PE | PP | GF | GC | Dif |
| ---- | ------------------------- | --- | -- | -- | -- | -- | -- | -- | --- |
| 1.º  | Estudiantes de La Tablada | 44  | 20 | 14 | 2  | 4  | 44 | 22 | 22  |
| 2.º  | Américo Tesorieri         | 43  | 20 | 13 | 4  | 3  | 52 | 22 | 30  |
| 3.º  | Defensores del Norte      | 35  | 20 | 10 | 5  | 5  | 50 | 20 | 30  |
| 4.º  | Independiente             | 34  | 20 | 10 | 4  | 6  | 29 | 24 | 5   |
| 5.º  | Juventud Unida            | 33  | 20 | 11 | 0  | 9  | 44 | 51 | -7  |
| 6.º  | Sarmiento                 | 31  | 20 | 9  | 4  | 7  | 36 | 33 | 3   |
| 7.º  | Salta Central             | 29  | 20 | 8  | 5  | 7  | 33 | 33 | 0   |
| 8.º  | San Lorenzo de Alem       | 25  | 20 | 7  | 4  | 9  | 36 | 39 | -3  |
| 9.º  | Rivadavia                 | 23  | 20 | 7  | 2  | 11 | 40 | 41 | -1  |
| 10.º | Ferrocarriles             | 22  | 20 | 5  | 7  | 8  | 38 | 42 | -4  |
| 11.º | Vélez Sarsfield           | 22  | 20 | 6  | 4  | 10 | 38 | 49 | -11 |
| 12.º | Villa Cubas               | 19  | 20 | 5  | 4  | 11 | 28 | 35 | -7  |
| 13.º | Policial                  | 19  | 20 | 5  | 4  | 11 | 23 | 47 | -24 |
| 13.º | Parque Daza               | 12  | 20 | 3  | 3  | 4  | 28 | 62 | -34 |

|  | Clasifica al Torneo Federal C 2016                |
|  | Juega la final contra el ganador del Petit Torneo |
|  | Clasifican al Petit Torneo                        |

## Clasificación al Torneo Federal C 2016
| 31 de octubre, 16:30 | Américo Tesorieri                                                                      | 2 - 2 (5:4 p.)             | Independiente                                                                           | Malvinas Argentinas, Catamarca |                              |
|                      | Sergio Herrera 28' Daniel Toledo 71'                                                   | Reporte                    | Renzo Soto 44' Franco Arrascaeta 96'                                                    | Árbitro(s): Claudio Orellana   | Árbitro(s): Claudio Orellana |
|                      |                                                                                        | Tiros desde el punto penal |                                                                                         |                                |                              |
|                      | Daniel Toledo · Juan Aballay · Alejandro González · Sebastián Reartes · Leonardo Soria |                            | Andrés Nieva · Gerardo Rearte · Alexis Herrera · Franco Arrascaeta · Jonathan Fernández |                                |                              |

## Goleadores
| Jugador                   | Equipo                    | Goles |
| ------------------------- | ------------------------- | ----- |
| Matías Delgado Bustamante | Estudiantes de La Tablada | 12    |
| Darío Sosa                | Américo Tesorieri         | 9     |
| Marcelo Flores            | Parque Daza               | 9     |
| Hugo Córdoba              | Ferrocarriles             | 8     |
| Alan Díaz                 | Villa Cubas               | 7     |
| Alejandro González        | Tesorieri                 | 7     |
| Daniel Toledo             | Tesorieri                 | 7     |
| Sergio Altamirano         | Parque Daza               | 7     |
| Gastón Carrizo            | Tesorieri                 | 6     |
| Gustavo Pereyra           | Sarmiento                 | 6     |
| Lucas Cipolletti          | Juventud Unida            | 6     |
| Martín Agüero             | Policial                  | 6     |
| Rodrigo Chávez            | Salta Central             | 6     |
| Sergio Herrera            | Tesorieri                 | 6     |
| Franco Barrionuevo        | Estudiantes de La Tablada | 5     |

## Autogoles
| Jugador         | Equipo            | Total | Rival           |
| --------------- | ----------------- | ----- | --------------- |
| Jonathan Ochoa  | Parque Daza       | 1     | Ferrocarriles   |
| Leonardo Soria  | Américo Tesorieri | 1     | Ferrocarriles   |
| Luis Castillo   | Villa Cubas       | 1     | Independiente   |
| Matías Flores   | Policial          | 1     | Rivadavia       |
| Mauricio Vargas | Ferrocarriles     | 1     | Vélez Sarsfield |